# Sclerophrys urunguensis
Sclerophrys urunguensis es una especie de anfibios anuros de la familia Bufonidae.

## Distribución geográfica y hábitat
Es endémica de la zona al sur del lago Turkana (Tanzania y Zambia).
Su hábitat natural incluye bosques tropicales o subtropicales secos y a baja altitud, montanos secos y ríos.